# E-Werk

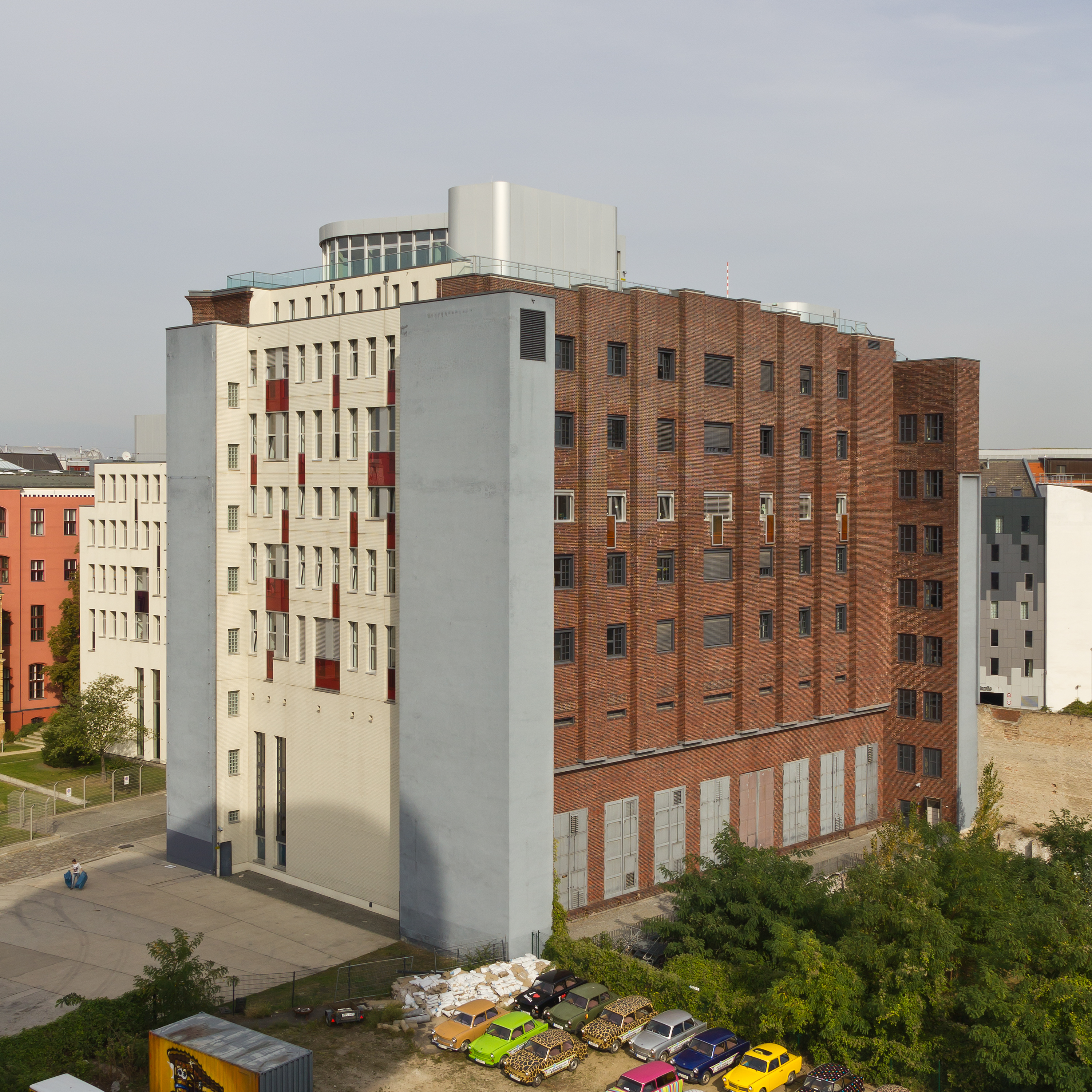
E-Werk (2014).

E-Werk fue un club de música techno en Berlín, Alemania, que se llevó a cabo en la antigua subestación eléctrica Abspannwerk Buchhändlerhof. Ubicado cerca del punto de control Charlie, fue un club influyente en la subcultura techno de 1993 a 1997 y finalmente se transformó en un espacio polivalente.

## Historia

### Club de techno
El club estaba dirigido por Hille Saul, Andreas Rossmann, Ralf Regitz y Lee Waters,[cita requerida] mientras que los DJ residentes fueron DJ Disko, DJ Clé, Jonzon, Woody, Terry Belle e English Hazel B.[cita requerida] También eran invitados DJs internacionales a pinchar en los diferentes eventos del club. Los viernes se celebraban las fiestas Dubmission, con los DJ residentes Kid Paul y Paul Van Dyk. Van Dyk rindió homenaje al club en 1998 al nombrar el remix de uno de sus temas más notables, For An Angel, como PvD E-Werk Club Mix.

### Espacio polivalente
El 24 de julio de 1997 el edificio de la subestación cerró como club de techno; sin embargo, el edificio fue renovado y reabierto en 2005. El edificio se encuentra en una zona que se considera patrimonio de la ciudad y está protegido por su arquitectura única basada en los planos del arquitecto Hans Heinrich Müller. Su construcción se dio entre 1926 y 1928. Sufrió graves daños durante la Segunda Guerra Mundial, aunque la sala de control original en forma de cuadrante en su centro permaneció intacta: se considera el remanente arquitectónico más antiguo de la industria eléctrica de Alemania. Después de la remodelación, el edificio ahora se utiliza como un lugar que se extiende por varios niveles.
En 2001, el empresario de TI Holger Friedrich adquirió el E-Werk de Bewag.